# 坐禅用心記
坐禅用心記（ざぜんようじんき）は、鎌倉時代の曹洞宗の僧侶、瑩山紹瑾が書いた、坐禅の案内書。

## 概要
印刷は1680年に卍山道白によって刊行された。

## 収録
- 『昭和新纂国訳大蔵経』第3集第5巻
- 『国訳一切経 和漢撰述部』巻22（大東出版社）
- 『常済大師全集』（總持寺、1967年）

## 関連文献
- 『瞑想と人間学のすすめ - 精神科医の解く『坐禅用心記』』（平井富雄、日貿出版社、1979年）
- 『坐禅用心記講話』（秋野孝道著、安藤文英編補、鴻盟社、1996年）
- 『『坐禅用心記』に参ずる』（東隆眞著、大法輪閣、2007年）